# Литовцы в Канаде
Литовцы в Канаде (лит. Kanados lietuviai) — канадцы полного или частичного литовского происхождения. Более двух третей канадцев литовского происхождения 
проживают в Торонто, а другие гораздо меньшие группы населения разбросаны по большинству канадских провинций и территорий.

## История
Первыми документально подтвержденными литовцами в Канаде были литовцы, воевавшие в британской армии в Канаде (1813–1815). Литовские иммигранты в Канаду прибыли в первую очередь по экономическим причинам и прибыли в период с 1905 по 1940 год. Вторая волна литовцев пришла после Второй мировой войны, когда большинство иммигрантов стремились избежать коммунизма после Присоединения Литвы к СССР. Третья волна иммигрантов началась после Выхода Литвы из состава СССР (1990 г.) и продолжает прибывать.

## Концентрация
Большинство канадцев литовского происхождения проживают в Торонто.  Другие популяции умеренного размера можно найти в городах Онтарио (особенно в Миссиссоге и Гамильтоне), Монреале в Квебеке, Манитобе, и Новой Шотландии. Канадцы литовского происхождения проживают в 37 канадских муниципалитетах. Другие группы мигрировали в Британскую Колумбию, Нью-Брансуик, Саскачеван, Северо-Западные территории и Юкон.

## Организация
Сообщество канадских литовцев (лит. Kanados Lietuvių Bendruomenė), крупнейшая литовско-канадская ассоциация в Канаде, имеет 17 отделений по всей Канаде.

## Религия
Потомки первой и второй волн литовской иммиграции являются преимущественно католиками, тогда как меньшинство составляют неоязычники ромува или лютеране. Значительный процент литовских канадцев вернулся к местной литовской религии (которая была возрождена как Ромува), особенно иммигранты третьей волны. Есть два римско-католических прихода для литовских канадцев, две группы Ромува, одна евангелическо-лютеранская конгрегация, и некоторые меньшинства литовско-еврейского происхождения.

## Известные люди
- Дайна Аугайтис – куратор, чья работа посвящена современному искусству .
- Кевин Биекса - хоккеист
- Игги Браздейкис - баскетболист команды Росомахи Мичиганского университета из первого дивизиона NCAA.
- Бируте Галдикас – биолог; способствовал созданию заповедника для орангутанов в Индонезии.
- Рута Ли– актриса и танцовщица; появилась в роли одной из невест в фильме « Семь невест для семи братьев».
- Пол Рабляускас - комик
- Энди Раутинс - баскетболист Бахчешехира Коледжи турецкой баскетбольной Суперлиги (Баскетбольная Суперлига); один из четырех сыновей бывшего игрока НБА Лео Роутинса
- Лео Раутинс – бывший баскетболист; бывший главный тренер мужской сборной Канады по баскетболу ; Аналитик НБА « Торонто Рэпторс» ; его сын Энди был выбран «Нью-Йорк Никс» в 2010 году.
- Ник Стаускас – баскетболист команды «Кливленд Кавальерс » НБА; также играет за мужскую сборную Канады по баскетболу.
- Аннис Стукус – бывший канадский футболист, тренер и генеральный менеджер, а также генеральный менеджер по хоккею с шайбой.
- Алисса Уайт-Глуз - певица и автор песен, активистка по защите прав животных и правозащитница; бывшая солистка The Agonist и нынешняя солистка шведской метал-группы Arch Enemy (ее бабушка была из Литвы)